# Grañón
Grañón ist ein Ort am Jakobsweg Camino Francés in der Autonomen Region La Rioja im Norden Spaniens.

## Allgemein
Das Municipio befindet sich im Westen der Rioja, in der sogenannten Rioja Alta (hohe Rioja) und grenzt an die Provinz Burgos. Das Gemeindegebiet teilt sich in bergige, bewaldete Gebiete (rund 10 %) und welliges bis ebenes Gelände. Der Wasserhaushalt ist durch ein geringes Wasseraufkommen geprägt, so dass in heißen Sommern teilweise die Wasserzuteilung eingeschränkt wird. In der Bewirtschaftung der größtenteils landwirtschaftlich genutzten Flächen spiegelt sich das Wasseraufkommen wider: es werden vorwiegend Pflanzen angebaut, die sich wie Getreide für den Trockenbau eignen. Auf einigen bewässerten Flächen werden Kartoffeln und Hülsenfrüchte angebaut. Jenseits der überwiegend agrarischen Wirtschaftsbasis zeigen sich jedoch auch Beispiele wirtschaftlicher Diversifikation, die sich meist im Bereich des Turismo rural bewegen.
Die Bevölkerungszahlen von Grañón sind in einem deutlich erkennbaren Abschwung. Diese Situation resultiert aus den geringen wirtschaftlichen Entwicklungschancen, die eine konventionelle, extensive Landwirtschaft bietet. Gut ausgebildete junge Menschen müssen zumindest nach Logroño pendeln, um berufliche Chancen zu realisieren. Daraus ergibt sich, dass im Ort überwiegend Ältere verbleiben oder schlecht bzw. gering qualifizierte junge Menschen.
| Jahr      | 1900  | 1910  | 1920  | 1930  | 1940  | 1950  | 1960 | 1970 | 1981 | 1990 | 2000 | 2007 |
| --------- | ----- | ----- | ----- | ----- | ----- | ----- | ---- | ---- | ---- | ---- | ---- | ---- |
| Einwohner | 1.007 | 1.039 | 1.033 | 1.054 | 1.060 | 1.128 | 967  | 737  | 543  | 525  | 412  | 355  |

## Geschichte
Ausgangspunkt für die Entwicklung Grañóns war eine Burg, die laut Crónicas Najerenses ab 885 auf Anordnung von Alfons III. errichtet wurde. Andere Untersuchungen weisen auf 889 als Beginn der Bauarbeiten hin. Bauort der unter dem Namen Mirabel oder Mirabelia bekannten Verteidigungsanlage war ein Hügel, um den sich kleine Ansiedlungen oder Weiler und daraus schließlich (nach Verleihung des Fuero) Granionne entwickelte.
Grañón war in der zweiten Hälfte des 11. Jh. in die Territorialstreitigkeiten zwischen Sancho VI. und Alfons VIII. verwickelt. 1176 begannen Verhandlungen zwischen Navarra und Kastilien unter Schirmherrschaft des englischen Königs Heinrich II. (England), um den Krieg zu beenden. Der navarresische König forderte Mirabel, das ihm aufgrund von Erbansprüchen zustünde. Das Kastell blieb aber in kastilischer Hand. 1187 gestand Alfonso VIII. dem Ort ein Fuero zu, mit dem er der Ansiedlung neuen Schwung in seiner Entwicklung verleihen wollte.
Die neue Siedlung entwickelte sich um das Johanneskloster (Monasterio de San Juan), den Platz, den heute die Johanneskirche (Iglesia de San Juan Bautista) einnimmt. Durch die Bautätigkeit Domingo de la Calzadas bekam auch der Jakobsweg in dieser Gegend eine neue Dynamik: García stellte die alte römische Fernstraße wieder her bzw. baute neue Wegstücke und führte so den Weg Richtung Burgos, Grañón und Redecilla del Camino passierend. Es sind verschiedene Pilgerhospitäler erwähnt u. a. die heutige Ermita de Carrasquedo.
Grañón war im Mittelalter mauerbewehrt, wovon keinerlei bauliche Reste erhalten sind. Die prosperierende städtische Entwicklung und die Verlagerung der Hauptkampflinie der Reconquista Richtung Süden führte die Burg schließlich in die Bedeutungslosigkeit.
Die fruchtbaren Böden rings um Grañón waren Gegenstand diverser territorialer Streitigkeiten. Die bekannteste wird in der „Leyenda de los Valientes“ überliefert, deren Gegenstand die Auseinandersetzung um die ca. 1000 Hektar große Dehesa zwischen Grañón und Santo Domingo de la Calzada war.

## Legende von den Mutigen (Leyenda de los Valientes)
Viele Jahrhunderte gab es einen Streit zwischen Grañón und Santo Domingo um eine Dehesa, eine Eichenweide, zwischen den beiden Orten gelegen. Die Einwohner von Grañón beobachteten mit großem Ärger, dass ihre Nachbarn aus Santo Domingo immer wieder den Wald nutzten, den sie als ihr Eigentum betrachteten. Die Calceatenser widersprachen und führten eigene Eigentumsrechte ins Feld. Immer wieder gerieten die Nachbarn aneinander, die Situation eskalierte bis zum bewaffneten Konflikt. Die Ältesten beider Dörfer berieten, wie die Lage zu entschärfen wäre und entschieden, dass beide Dörfer einen Mann benennen sollten, der den Kampf stellvertretend führen und das Recht auf die Dehesa erringen sollte.
Santo Domingo wählte einen erprobten Kämpfer, der sich mit Übungen und spezieller Nahrung auf den Kampf vorbereitete. Für Grañón sollte Martín García antreten, der bis zum Kampf weiter sein Vieh und seine Felder versorgte und sich wie gewohnt mit roten Bohnen, den Caparrones ernährte.
Am Tag des Kampfes hatte sich der Kämpfer aus Santo Domingo mit Öl eingerieben, damit er nicht greifbar wäre. Martín García soll dieser Schwierigkeit dergestalt begegnet sein, dass er seinen Finger in die Anusöffnung des Gegners einführte, ihn hoch hob und weit ins Land warf. Auf diese Art wurde der Streit beigelegt und Grañón gewann die Dehesa für sich.
Zur Erinnerung an den siegreichen Kampf feiert der Ort jedes Jahr im August eine Wallfahrt zum Kreuz der Mutigen (Cruz de Valientes) zwischen den beiden Dörfern, wo der Kampf stattgefunden haben soll. Dort wird gemeinsam mit den Einwohnern von Santo Domingo des Kampfes gedacht, es werden Blumen in Andenken an Martín García niedergelegt und Caparrones gegessen.

## Sehenswertes

### Stadtentwicklung und Profanbauten
Das mittelalterliche Grañón entwickelte sich hauptsächlich mit vier quadratisch angeordneten Straßen rund um das Johanneskloster. Die Straßen waren / sind Calle La Parrilla, Calle Santiago, Calle Mayor und Calle El Caño. Traditionelle Architektur findet sich in den beiden ältesten Straßen, der Calle Santiago und der Calle Mayor. Es handelt sich dabei hauptsächlich um zweistöckige Häuser mit Bruch- und Natursteinmauerwerk im unteren und Ziegelmauerwerk im oberen Stockwerk. An vielen Fassaden weisen große Wappen auf die Familien hin, die das Haus erbauen ließen und/oder es bewohnten. Die ältesten Häuser datieren auf 16. und 17. Jh., in der Calle El Caño steht ein weiteres Haus aus dem 18. Jh. mit zwei Stockwerken und Schmiedearbeiten am Balkon. Dort befand sich ein einfaches Kloster (San Juan). Zu Beginn des 20. Jahrhunderts entstanden zwei neue Plätze, die Plaza del Hórreo und die Plaza de Ávila.
Beispiele für öffentliche Konstruktionen sind die Waschplätze (Lavadero) und Brunnen, die teils heute noch von den Einwohnern genutzt werden. Von den ehemals zahlreichen Waschplätze sind zwei erhalten. Sie wurden bis Anfang des 20. Jahrhunderts und dann abnehmend von den Frauen des Ortes genutzt. Eine unveröffentlichte Studie von María Amor García Antolín benennt als ältesten Lavadero jenen, der sich etwas außerhalb am Ende der Straße Las Cercas befindet. Er wurde im 18. Jh. gebaut und besteht aus einem rechteckigen Wasserbecken mit abgeschrägten Rändern (zum Einseifen der Wäsche) und einer nach zwei Seiten hin offenen Überdachung, die jüngst rekonstruiert wurde. Der andere Lavadero befindet sich auf der Hälfte Calle Las Cercas neben dem Frontón. Das Ensemble besteht aus einem 1862 bis 1864 gebauten Brunnen, einer runden von 1885 und, daran angeschlossen, ein großer rechteckiger Waschtrog aus Beton, der aus dem Brunnen gespeist wird.
Der Brunnen auf der Plaza de Ávila ist der zweitälteste im Ort. Er wurde 1926 in der Mitte des Platzes errichtet und besteht aus einer Säule mit Wasserspeier und einem Becken in Form einer Muschel. Die ebenfalls vorhandene Viehtränke wird heute nicht mehr genutzt. In den 1990er-Jahren wurde an das Rathaus auf der Plaza del Hórreo ein neuer Brunnen zu Ehre und Erfrischung der Pilger gebaut.

### Sakralbauten
Der Lage am Jakobsweg geschuldet wurden im Lauf des Mittelalters diverse Sakralbauten errichtet; die heute in Grañon existierenden sind:
- Johanneskirche (Iglesia Parroquial de San Juan Bautista, Plaza del Hórreo)

Dreischiffiges Kirchenhaus mit Presbyterium und achteckiger Apsis, an deren Ende Richtung Süden die Sakristei angehängt ist.
Die Kirche wurde im 15. und 16. Jh. errichtet, Sakristei und der Turm aus behauenem Naturstein wurden später angefügt. Von den diversen Baumeistern sind drei bekannt: Meister Fernando leitete die Arbeiten 1537, Juan de Huequel und Juan de Elgorriaga arbeiteten an der Kirche bis 1573.
Im Inneren ragen der Taufstein aus dem 12. Jh., einziges Zeugnis des ursprünglichen Klosters, und das dem heiligen Johannes gewidmete Altarretabel hervor. Es ist reich verziert und wurde zwischen 1545 und 1556 im Platereskenstil geschaffen. Die Reliefs zeichnen sich durch Figuren voller Bewegung aus. Ausführende Künstler waren Natura Borgoñón (Konstruktion), Bernal Forment und Juan de Beaugrant (Schnitzereien) und Francisco de Lubiano (Polychromie). Ebenfalls herausragend ist das Chorgestühl mit 18 Plätzen im Hochchor.
Dank der 1993 erfolgten Restaurierung befindet sich die Kirche in einem exzellenten Erhaltungszustand.
- Ermita de los Judíos

Das Bauwerk befindet sich am früheren Ortsausgang und an der Kreuzung der Straßen Villarta–Quintana und Morales–Corporales und kann für die Entstehungszeit als überdachte Wegkreuzung bezeichnet werden. Es ist im Platereskenstil errichtet und beherbergt ein Kreuz, das auf einer toskanischen Säule mit der Inschrift „Hizole Vicente clerigo beneficiado en San Juan de Grañon“ („Er machte Vizente zum begünstigten Priester in Grañon“) steht. Weiterhin gibt es ein manieristisches Retabel von 1540, mit einer Darstellung Jesu vor der Kreuzigung, wie er von den umstehenden Juden verprügelt wird. Das Retabel wurde 1989 restauriert.
Die Ermita de los Judíos ist ganzjährig geschlossen und wird nur am 1. Mai für die Prozession der Virgen de Carrasquedo geöffnet.
- Ermita de Carrasquedo

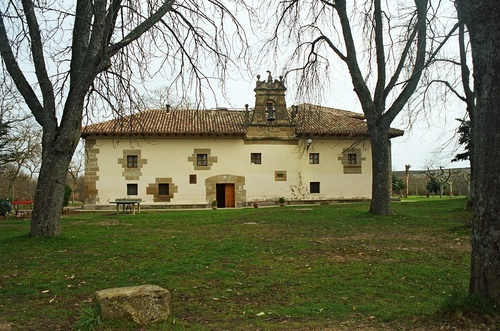
Ermita de Carrasquedo

Die Ermita befindet sich 1,5 km südlich des Ortes in einem Wald und nimmt den Platz des urkundlich belegten Pilgerhospiz Heiligkreuz von Carrasquedo (Hospital de Santa Cruz de Carrasquedo) ein. Das heutige Gebäude ist ein Barockbau aus dem 17. Jahrhundert, einschiffig mit vier Gewölben, Querschiff, rechteckiger Apsis und Sakristei. Die Vierung ist mit einer Kuppel mit Laternenaufbau überwölbt, das Langschiff mit einem Tonnengewölbe. Das Altarretabel ist barock und wurde von Diego de Ichazo geschaffen und 1989 restauriert. Die Ermita beheimatet die Darstellung der Patronin von Grañón, der Jungfrau von (Virgen de) Carrasquedo.

## Flora und Fauna
Es gibt zwei bewaldetene Zonen im Gemeindegebiet: „Monte Carrasquedo“ und „Monte Alto“.
Der „Monte Carrasquedo“ liegt südlich, ist leicht hügelig und im Baumbestand von Eiche und Pyrenäen-Eiche geprägt, daneben gibt es dort die namensgebende Steineiche (Carrasca), Ahorn, Haselnuss und Wildkirche sowie zwei Kiefernarten: Wald- und Monterey-Kiefer.
Das Strauchwerk besteht aus Besenheide, Cornwall-Heide, biércol, Schlehe, Wacholder, Heckenrose, Brombeeren, Zistrose und Stacheliger Dornginster. Weitere Pflanzen am Ort sind: Oregano, Acker-Kratzdistel, Kleinblütige Königskerze, Gemeiner Stechapfel, Gänsefüße und Wilder Majoran.
Der „Monte Alto“ ist von geringerer Fläche ist quasi komplett mit Rotbuche und Pyrenäeneiche bestanden. Ein kleiner Teil ist mit Waldkiefer wieder aufgeforstet. In Nachbarschaft zu den Buchen wachsen Anemonen, Veilchen, Stechpalme, Besen- und Cornwall-Heide. Außerdem gibt es Kätzchenweide, Haselsträucher, Ahorngewächse und Wildkirche. Im Eichenbestand wachsen Wacholder, Heidekraut, Besenginster, Besenheide und Farne.
Die vorkommenden Vögel sind Blau- und Kohlmeise, Fink, Specht, Eichelhäher, Rotkehlchen, Nachtigall, Schwarzmilan, Habicht und Sperber.
Die Säugetiere sind mit Eichhörnchen, Ratten, Wildschweinen, Fuchs und Dachs vertreten. Bei den Reptilien lassen sich verschiedene Eidechsenarten beobachten sowie eventuell und abhängig von der Jahreszeit Schlangen.

## Feste und Bräuche
Das soziokulturelle Leben in Grañón wird unter anderem von vier Vereinen getragen: Die Freunde der Ermita de Carrasquedo (Asociación de Amigos de la Ermita de Carrasquedo), die Pensionistenvereinigung Martín García (Asociación de la Tercera Edad Martín García), der Verein der Frauen von Grañón (Asociación de mujeres de Grañón) und der Jugendverein „Peña Cuatro Cantones“.
Die Asociación de Amigos de la Ermita de Carrasquedo wurde 1989 gegründet, organisiert verschiedene Aktivitäten im August während Kulturwoche (Semana Cultural) und gibt dreimal jährlich die Zeitschrift Mirabel (früher La Voz Cultural) heraus, die interessante Artikel über das Leben in Grañón aufnimmt. Der Jugendverein tritt ebenfalls hauptsächlich im August mit Aktivitäten für Kinder hervor, darunter Spiele und im Rahmen der Fiestas de Gracias das Verteilen von Chorizo.
Im Lauf des Jahres werden viele Feste in Grañón gefeiert, die wichtigsten sind:
- Fiesta de la Virgen de Carrasquedo, 25. März: Messe in der Ermita, danach ein Fest rings um die Ermita.

- Umzug der Virgen de Carrasquedo, 1. Mai: Das Marienbild der Virgen de Carrasquedo wird in Prozession von der Ermita zur Kirche San Juan Bautista gebracht, wo sie den Sommer über bleibt. Der Zug wird von Tänzern begleitet, die zur Musik von Dudelsack und Trommel tanzen. Vor Ankunft im Ort kommt ihr eine kleine Prozession mit einer Darstellung des heiligen Johannes entgegen, um sie willkommen zu heißen. Nach der Begegnung der Heiligen werden gewöhnlich kleine Gedichte in Kreuzreimen rezitiert. Am darauffolgenden Sonntag wird die Virgen noch einmal durch die Stadt und zur Segnung der Felder getragen.

- Johannesfest, 24. und 25. Juni (San Juan y San Juanito): Johannesfest und -feuer, im Morgengrauen werden auf den umliegenden Hügeln Karren geschmückt, mit den man dann durch den Ort zieht und die Menschen aufweckt. Die Einwohner spenden Kuchen und Getränke.

- Erntedank (Fiestas de Gracias), letzte Augustwoche: Erntedankfest und Rückführung der Virgen zur Überwinterung in die Ermita. Am letzten Festtag werden um die Ermita herum Patatas a la Riojana (riojanisches Kartoffelgericht) gekocht und verspeist.

Weitere kulturelle Ereignisse:
- Licht und Klang Festival (Festival de Luz y Sonido), August: Theaterspektakel in und um die Johanneskirche über Sujets aus der Lokalgeschichte, die mit dem Jakobsweg verwoben sind. Es wird organisiert durch die Asociación Cultural de Amigos de la Ermita de Carrasquedo und endet mit einem Licht-und-Klang-Spektakel, das das Hauptretabel einbezieht.

- Bohnenessen am Kreuz der Mutigen (Caparrones en la Cruz de los Valientes), Mitte August: siehe Legende von den Mutigen.

- „Lebendiges Bethlehem“: seit Dezember 2006 verwandelt sich das Dorf nachts in der Vorweihnachtszeit in ein Dorf aus Jesu Zeiten. Die Initiative ging von einem Priester aus und wird unter Beteiligung des ganzen Ortes umgesetzt.

- Markttag, mittwochs: Wochenmarkt

## Persönlichkeiten mit Bezug zu Grañón
- Martín García, Lokalheld, der im Zweikampf gegen Santo Domingo de la Calzada die Dehesa zwischen den beiden Orten gewann.
- García Ordónez – El Crespo de Grañón, einflussreicher Adliger und Gegenspieler des Cid, er wird unter anderem im Cantar de Mio Cid erwähnt.